# Šalov
Šalov este o comună slovacă, aflată în districtul Levice din regiunea Nitra. Localitatea se află la altitudinea de 157 m deasupra n.m., se întinde pe o suprafață de 19,04 km2 și în 2017 număra 370 de locuitori.

## Istoric
Localitatea Šalov este atestată documentar din 1233.

## Demografie
| An:                | 1994 | 2004   | 2014    | 2024   |
| ------------------ | ---- | ------ | ------- | ------ |
| Număr de persoane: | 407  | 426    | 379     | 359    |
| Diferență:         |      | +4,66% | −11,03% | −5,27% |

| An:                | 2023 | 2024   |
| ------------------ | ---- | ------ |
| Număr de persoane: | 355  | 359    |
| Diferență:         |      | +1,12% |